# Kafr az-Zayyāt
Kafr az-Zayyāt es un distrito de la gobernación de Occidental, Egipto. En julio de 2017 tenía una población estimada de 457 277 habitantes.
Se encuentra ubicado al norte del país, en el delta del Nilo, a unos 90 kilómetros de El Cairo y a unos 120 kilómetros de Alejandría.